# Centropus phasianinus
El cucal faisán (Centropus phasianinus) es una especie de ave cuculiforme de la familia Cuculidae. Se encuentra en Australia, Nueva Guinea, islas Kai y Timor.

## Subespecies
Se reconocen las siguientes subespecies:
- Centropus phasianinus spilopterus Gray, GR, 1858
- Centropus phasianinus mui Mason & McKean, 1984
- Centropus phasianinus propinquus Mayr, 1937
- Centropus phasianinus nigricans (Salvadori, 1876)
- Centropus phasianinus thierfelderi Stresemann, 1927
- Centropus phasianinus melanurus Gould, 1847
- Centropus phasianinus phasianinus (Latham, 1801)